# ميتسو أيدا
ميتسو أيدا (باليابانية: 相田みつを) هو كاتب وشاعر ياباني، ولد في 20 مايو 1924 في أشيكاغا في اليابان، وتوفي في 17 ديسمبر 1991.